# 陳立嘉
陳立嘉，中華民國國軍將領，國防部軍備局首位空軍出身的局長。

## 生平
出生於台南市，一歲便隨父母搬到水交社眷村，畢業於空軍機械學校41期62年班、國立高雄第一科技大學運籌系碩專班。
曾任空軍松山基地指揮部副指揮官、空軍第一後勤指揮部指揮官、國防部參謀本部後次室助理次長、空軍總司令部後勤署署長、國防部軍備局局長、於國防部軍備局中將局長任內屆齡退休。
2006年榮獲國立高雄第一科技大學傑出校友。2011年3月16日，於高雄岡山空軍航空技術學院七十五週年校慶時榮獲傑出校友之殊榮。
2019年12月25日，台南市水交社文化園區開幕當日邀請多名當年住在水交社宿舍群的第一代榮民台南市第二代榮眷共襄盛舉。開幕現場也採訪到前軍備局局長陳立嘉中將，他感慨地說，當年宿舍群決定拆遷時，公文是他批閱的。雖然看起來像是摧毀水交社宿舍群，但實際上卻是賦予水交新的生命。
卸下軍職後歷任空軍航空技術學院校友會第三任會長，及中華眷村文化發展協會台南分會顧問。

## 榮譽
- 國立高雄第一科技大學傑出校友  (2006年)
- 空軍航空技術學院傑出校友  (2011年)